# Thomatal
Thomatal é um município da Áustria, situado no distrito de Tamsweg, no estado de Salzburgo. Tem 75,68 km² de área e sua população em 2019 foi estimada em 347 habitantes.